# أب (مسيحية)

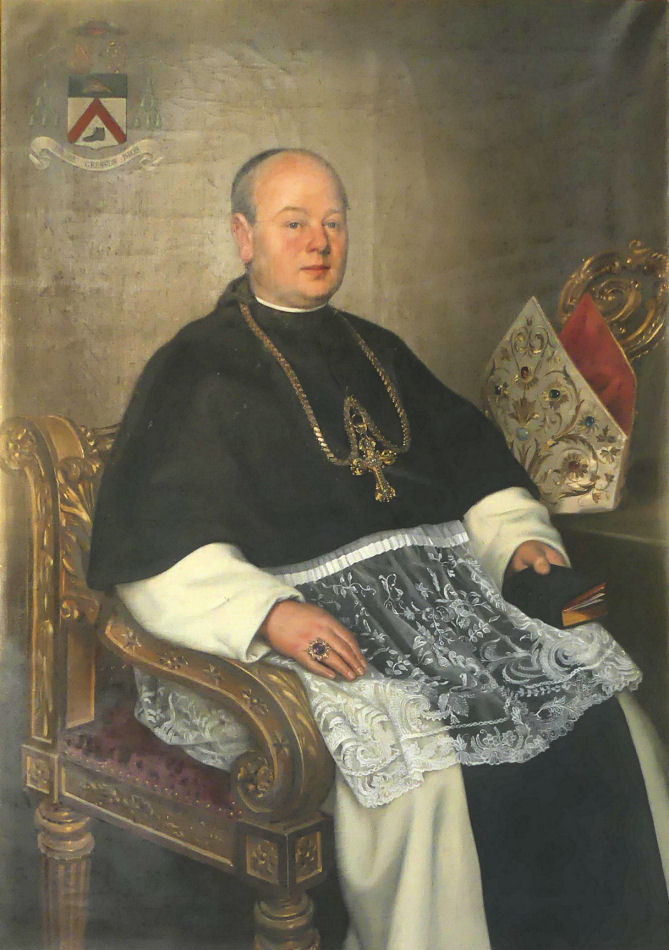
صورة تعود إلى سنة 1903 لرئيس دير في بلجيكا Thomas Schoen von Bornem

في المسيحية الأب أو رئيس الدير أو الأبيل هو لقب كنسي يمنح إلى رئيس الدير الذي يقطنه الرهبان الذكور، ويكون مسؤولاً عن كنيسة الدير.
تعود أصول الاسم في الإنجليزية Abbot إلى المنطقة العربية في مصر وبلاد الشام، حيث كان يسمى رئيس الدير بالأب، والكلمة ذات جذور آرامية؛ أما في السبعونية فهي مكتوبة على شكل "abbas".

## اقرأ أيضاً
- كاهن
- بابوية